# Berthe Dagmar
Albertine Blanche Augusta Marie Hamon dite Berthe Dagmar, née à Agon (Manche) le 24 janvier 1881 et morte à Paris 20e le 20 janvier 1934, est une actrice et réalisatrice française.

## Biographie
On ignore dans quelles circonstances cette fille, petite-fille et arrière-petite-fille de capitaines au long-cours normands et bretons est devenue artiste de cirque puis actrice de cinéma de 1910 à 1928.
Morte à l'Hôpital Tenon à l'âge de 52 ans, Berthe Dagmar était depuis décembre 1917 l'épouse du réalisateur Jean Durand avec lequel elle tourna la plupart de ses films.

## Filmographie partielle

### Actrice
- 1910 : Les Aventures d'un cow-boy à Paris
- 1910 : Le Rembrandt de la rue Lepic
- 1911 : La Prairie en feu
- 1911 : Non ! Tu ne sortiras pas sans moi !
- 1911 : Eugénie, redresse-toi
- 1911 : Cent dollars mort ou vif
- 1911 : Pendaison à Jefferson City
- 1911 : Calino veut être cow-boy
- 1911 : La Lune de miel de Zigoto : Paméla
- 1911 : Zigoto et l'Affaire du collier / Zigoto et le collier
- 1911 : La Trouvaille de Zigoto
- 1912 : Calino courtier en paratonnerre
- 1912 : Zigoto plombier d'occasion
- 1912 : Onésime horloger
- 1912 : Onésime est trop timide
- 1912 : Onésime et la toilette de Mademoiselle Badinois
- 1912 : Onésime et le Nourrisson de la nourrice indigne
- 1912 : Sous la griffe
- 1912 : Le Railway de la mort
- 1912 : Le Collier vivant
- 1912 : Le Révolver matrimonial
- 1912 : La Course à l'amour
- 1912 : Onésime et le Chien bienfaisant de Jean Durand
- 1912 : L'Homme et l'ourse
- 1913 : Onésime aime trop sa belle-mère
- 1913 : Onésime se marie, Calino aussi
- 1913 : Onésime débute au théâtre
- 1913 : Onésime et la panthère de Calino
- 1913 : Onésime sur le sentier de la guerre
- 1913 : Onésime et le cœur du tzigane
- 1914 : Onésime gardien du foyer
- 1920 : Impéria de Jean Durand : Militza
- 1921 : Marie la Gaîté, film en 5 parties de Jean Durand : Marie
- 1922 : Marie chez les loups / Face aux loups, de Jean Durand : Marie Quadrille[5]
- 1922 : Marie chez les fauves / Marie, les fauves et les hommes, film en 4 parties de Jean Durand : Marie Ancell[6],[7]
- 1922 : Marie, la femme au singe, film en 4 parties de Jean Durand : Marie la bohémienne[8]
- 1928 : L'Île d'amour / Bicchi de Jean Durand : une femme[9]

### Assistante réalisatrice
- 1927 : Palaces de Jean Durand

### Réalisatrice
- 1928 : L'Île d'amour / Bicchi, co-réalisé avec Jean Durand